# ژان بوریدان

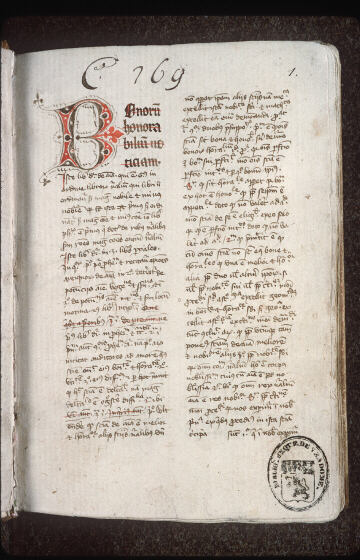

ژان بوریدان (به لاتین: Johannes Buridanus) ‏(ح۱۲۹۵–۱۳۶۳) کشیشی فرانسوی بود که بذرهای انقلاب کپرنیکی در اروپا را افکند. او گرچه یکی از نامی‌ترین و پر نفوذترین فیلسوفان اواخر قرون وسطی بود، امروزه در میان گمنام‌ترین هاست. وی نظریه انگیزه (impetus) را بسط داد که نخستین گام بسوی مفهوم لَختی امروزی و تحولی مهم در تاریخ علم سده‌های میانه بود. نامش بیش از همه در آزمایش فکری که خر بوریدان نام گرفته (که در آثار موجودش دیده نمی‌شود) شناخته شده‌است.

## زندگی‌نامه
بوریدان که به احتمال فراوان در بتون فرانسه زاده شد در دانشگاه پاریس درس خواند و بعدها همان‌جا درس داد. داستانهای ساختگی زیادی که دربارهٔ روابط عاشقانه مشهور و ماجراهایش بر زبانها افتاده به‌خوبی نشان می‌دهد در شهر پاریس آوازه شخصیتی فریبنده و مرموز داشته‌است. به ویژه به موجب یک شایعه محکوم شد که در کیسه به رود سن پرتاب شود، هرچند نبوغ شاگردی نجاتش داد. فرانسوا ویلون این رویداد را در چکامه نام آشنایش آورده است. از این گذشته به نظر می‌رسد بوریدان توانائی شگرفی در گردآوری پول برای دانشگاه داشته و همین امر نشان می‌دهد چهره‌ای فرّه‌مند بوده‌است.
بوریدان معمولاً عمر خویش را بیشتر در دانشکده هنر می‌گذراند تا کسب دکترای الهیات که نوعاً هموارکننده راه رسیدن به شغلی در فلسفه بود. استقلال فکری خویش را اینگونه حفظ می‌کرد که به جای پیوستن به سلک روحانیت کشیشی ناوابسته به دین باقی‌ماند. در سال ۱۳۴۰ آن قدر اعتماد به نفس پیدا کرده بود که به سلف خود، ویلیام اوکام حمله کند. وی همچنین به نگارش راه حل‌های ناسازه (پارادوکس) هائی چون ناسازه دروغگو پرداخت.
در سال ۱۴۷۳ فرمان لوئی یازدهم در مخالفت با نام‌گرایان خواندن آثارش را ممنوع کرد. اسقف آلبرت ساکسونیائی که خود از منطقیون نامی است شاگرد بوریدان بود.